# Liste der Kulturdenkmäler auf dem Hauptfriedhof Frankfurt (Gewann C–D)

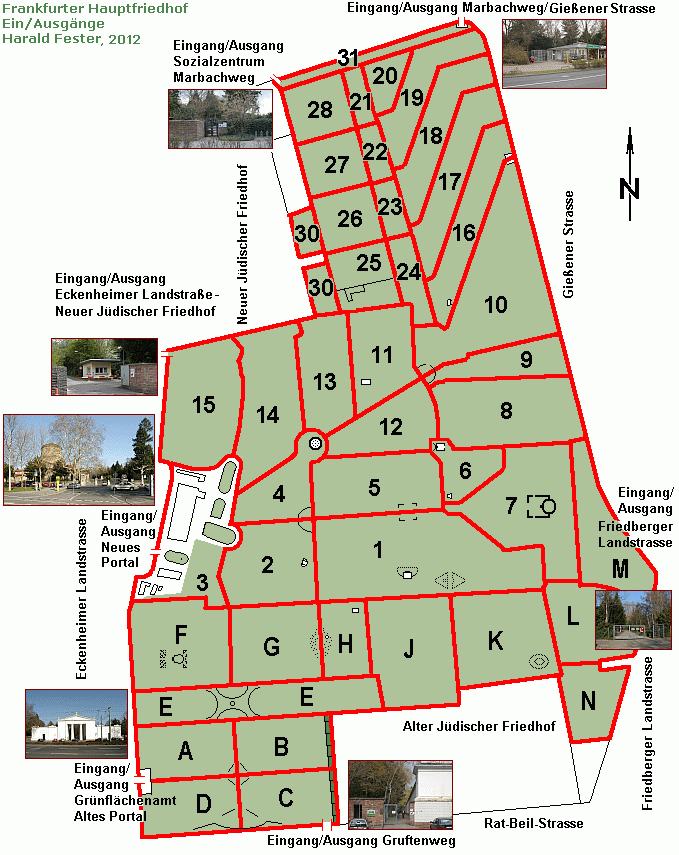
Frankfurter Hauptfriedhof, Plan der Ein- und Ausgänge

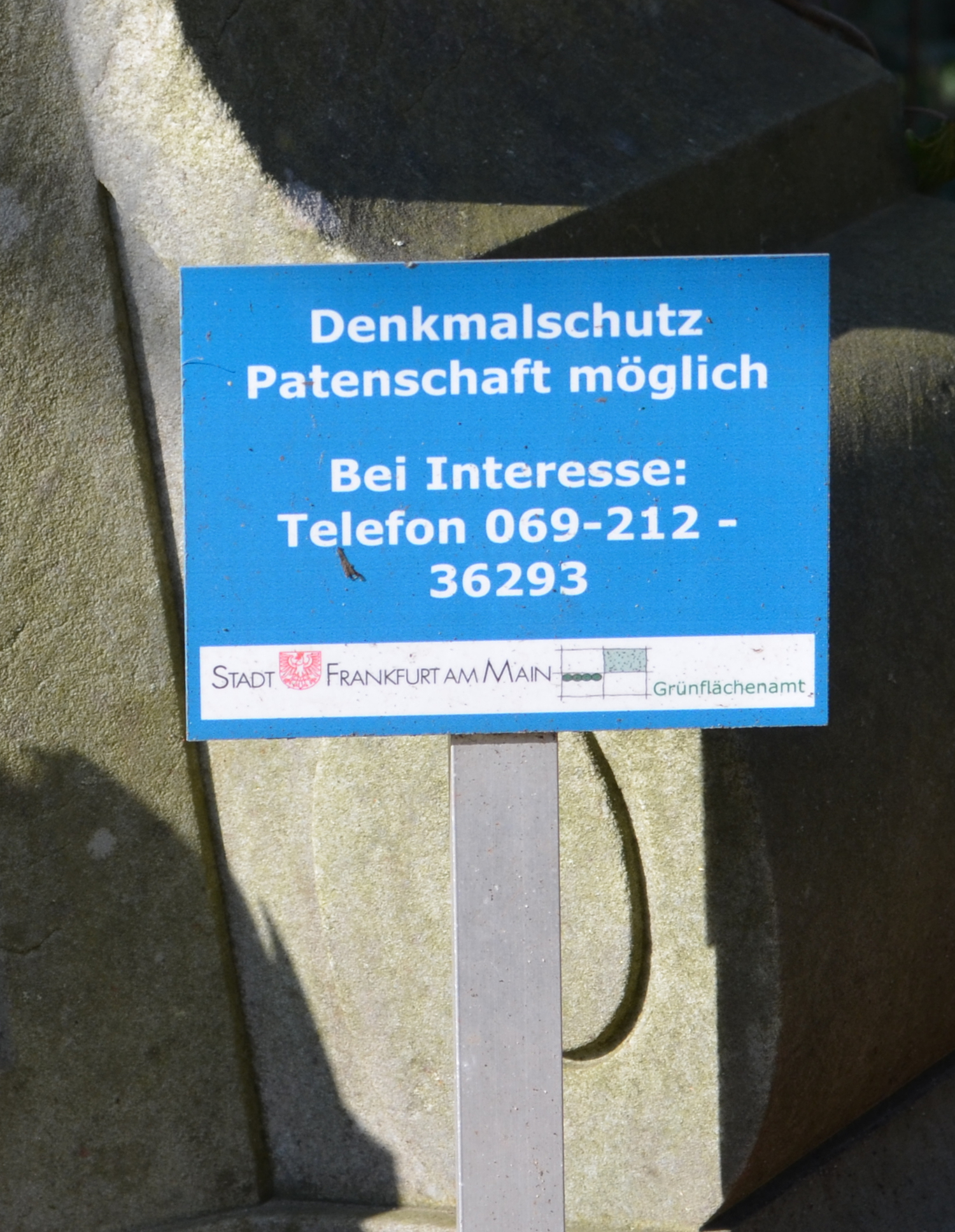
Schild Denkmalschutz

Diese Liste ist eine Teilliste der Liste der Kulturdenkmäler auf dem Hauptfriedhof Frankfurt. Vorliegende Liste stellt die Kulturdenkmäler der Gewanne C und D vor.

## Gewann C
| Bild | Gewann    | Name(n)               | Jahr                                                                                                 | Steinmetz                                                                                        | Beschreibung |
| ---- | --------- | --------------------- | --- | ------------------------------------------------------------------------------------------------ | --- |
|      | C 3       | Friederich            | 1878                                                                                                 | F. Hofmeister                                                                                    | Stele aus gelbem Sandstein mit Dreiecksgiebel und Stirnziegel. Am Postament befindet sich ein Blütenkranz. Auf den Querarmen befanden sich ursprünglich Vasen. Die Inschriftenplatten bestehen aus poliertem grauen Granit. |
|      | bei C 3   | Lyraspielerin         | um 1910                                                                                              | P.A. Seiler                                                                                      | Statue einer sitzenden Lyraspielerin. Die Figur und der Sockel bestehen aus Muschelkalk. |
|      | C 4       | Buss                  | 1898                                                                                                 | Hofmann                                                                                          | Pfeiler aus Syenit auf rustiziertem Sockel. Darauf eine velierte Urne. |
|      | C 6       | Friedleben            | 1878                                                                                                 | J. Mossbacher                                                                                    | Obelisk aus belgischem Granit. |
|      | C 7       | Beil                  | 1895                                                                                                 | Syenitwerk Schönberg Hartmann & von der Heyden                                                   | Das Grab des Politikers und Hofrates Johann Adam Beil (1790–1852) ist ein Kreuz auf Sockel aus Syenit. |
|      | C 8-9     | von Guaita            | 1852 (Tabernakelgrab), 1843, 1851, 1862, 1890, 1875, 1932, 1989 und 1980 (Kreuze), 1891 (Einfassung) | Eduard Schmidt von der Launitz (Tabernakelgrab) Ludwig Neher und Aage von Kauffmann (Einfassung) | Im Familiengrab der Familie von Guaita ist unter anderem Georg Johann Friedrich von Guaita (1772–1851) begraben. Tabernakelgrab aus gelbem Sandstein und neun Kreuze aus weißem Marmor vor einer Mauer aus gelbem Sandstein. |
|      | C 10      | Eulenstein            | 1862, 1901                                                                                           | J.H. Grünewald, Gebr. Wagner                                                                     | Zwei Kreuze aus weißem Marmor auf Postamenten aus belgischem Granit. Die Untersockel bestehen aus rotem Sandstein. (Hinweis: Das Grabmal ist völlig überwuchert) |
|      | C 33      | Kerstner              | 1875                                                                                                 | F. Hofmeister                                                                                    | Rustizierter Felsblock, darauf ein Kreuz aus gelbem Sandstein in der Anmutung von Baumstämmen. |
|      | C 35-36   | Lüdicke               | 1882 und 1895                                                                                        | H. J. Grünewald                                                                                  | Zwei Kreuze aus weißem Marmor mit Postamenten und Untersockeln aus grauem Marmor. |
|      | C 37      | Zoller                | 1892                                                                                                 | Gebr. Wagner                                                                                     | Zwei Kreuze aus weißem Marmor mit Postamenten und Untersockeln aus rotem Sandstein. |
|      | C 38      | von Essen             | 1875                                                                                                 | A. Dechateau                                                                                     | Polygonaler, sich verjüngender Pfeiler, dekoriert mit Reliefs welker Blumen. Darunter ein Postament mit vertieftem Schriftspiegel über einem Untersockel aus grauem Granit. |
|      | C 41      | Seipel                | 1874                                                                                                 | 0                                                                                                | Abgebrochene Säule aus rotem Sandstein auf Postament mit vorkragender Deckplatte. |
|      | C 42      | Rumpf                 | 1873, 1893, 1904                                                                                     | H.J. Grünewald                                                                                   | Zwei Kreuze aus weißem Marmor mit Postamenten aus belgischem Granit auf Untersockeln aus rotem Sandstein. Ein weiteres weißes Marmorkreuz mit zwei Voluten. |
|      | C 43      | Dietze                | 1890, 1917, 1949                                                                                     | H.J. Grünewald, F. Hofmeister, F. Hofmeister                                                     | Drei Kreuze aus weißem Marmor auf Postamenten aus belgischem Granit auf Untersockeln aus rotem Sandstein. |
|      | C 54-56   | von Steiger           | 1878, 1929                                                                                           | F. Hofmeister                                                                                    | Zwei Kreuze aus weißem Marmor auf sich verjüngenden Postamenten aus Syenit. |
|      | C 57      | Hammerschmidt         | 1871, 1909, 1911                                                                                     | A. Dechateau, Gebr. Wagner                                                                       | Weißes Neogotisches Marmorkreuz auf einem Postament aus belgischem Granit. Drei Pultsteine aus belgischem Granit mit ovalen Inschriftentafeln aus weißem Marmor. |
|      | C 59-60   | Staudinger            | 1891 (Kreuz), 1914 (Stele)                                                                           | Syenitwerk Schönberg Hartmann & von der Heyden (Kreuz), J.K. Götz (Stele)                        | Das Grab des Arztes und Kämpfers gegen die Vivisektion, Martin Eduard Staudinger (1780–1848) besteht aus einer Stele aus Muschelkalk mit Hunderelief. Dahinter ein Kreuz aus Syenit. |
|      | C 63-65   | Speltz                | 1869, 1880, 1893 (Kreuze), 1923 (Sockel)                                                             | Porzelt, Hößbacher (Kreuze), W. Ohly (Sockel)                                                    | Drei weiße Marmorkreuze auf Untersockeln aus belgischem Granit. Ein gestufter Sockel mit stilisiertem Pinienzapfen aus Muschelkalk. Unter anderem ist hier der Jurist und Politiker der Freien Stadt Frankfurt Johannes August Speltz (1823–1893) begraben. |
|      | C 66      | Fabricius             | um 1870                                                                                              | 0                                                                                                | Weißes Marmorkreuz mit Postament auf Untersockel aus rotem Sandstein. |
|      | C 70      | Dielmann              | 1878                                                                                                 | C. R. Dielmann und G. Dielmann                                                                   | Das Grab des Bildhauers Johannes Dielmann (1819–1886) ist eine Stele aus gelbem Sandstein mit Volutenabschluss. Das Inschriftenfeld wird von zwei Pilastern gerahmt, die jeweils eine Vase mit Mohnkapseln zeigen. |
|      | C 71      | Metzler               | 1881 (Entwurf), 1905 (Einfassung)                                                                    | Sossenheimer (Entwurf), L. Graeff (Einfassung)                                                   | Rundbogige Stele aus weißem Marmor mit Stirnziegel. Unterhalb des profilierten Bogens befindet sich ein Cherub und ein zweigeteilter Schriftspiegel. Seitlich sind zwei Bänke angefügt. |
|      | C 76      | Freyeisen             | 1871                                                                                                 | C.G. Hänsel Söhne                                                                                | Neogotische spitzbogiger Stele aus rotem Sandstein mit Kreuzblume und Blendmaßwerk. |
|      | C 83-85   | von Erlanger          | 1879                                                                                                 | Gustav Kaupert                                                                                   | Das Grab von Raphael von Erlanger ist ein neobarocker Sarkophag aus weißem Marmor auf Löwenpranken und ist mit Cherubim an den Schmalseiten verziert. Markant ist das Postament mit einer Reihe vorgelagerter Säulchen. Das Familienwappen aus Bronze, dass an der Schauseite von zwei Greifen gehalten wurde, wurde gestohlen.                                                                                            |
|      | C 86-87   | von Metzler           | 1902 (Einfassung), um 1920 (Stein)                                                                   | Bäppler und Graeff (Einfassung), F. Hausmann (Stein)                                             | Im Familiengrab ist unter anderem der Bankier Albert von Metzler (1839–1918) begraben. Das Grabdenkmal besteht aus einem Kreuz aus Muschelkalk sowie Querarme mit Eckakroteren. Auf dem Postament befindet sich das Familienwappen der Bankiersfamilie. |
|      | C 88      | Metzler               | 1870, 1888                                                                                           | P. Sommer (1888)                                                                                 | Kreuz und Postament aus weißem Marmor. Untersockel aus grauem Marmor und Rest der Einfriedung aus gelbem Sandstein. |
|      | C 89      | Andreae               | 1901, 1910, 1955                                                                                     | H.J. Grünewald, F. Hofmeister (1955)                                                             | Drei Marmorkreuze und -postamente. Reste der Einfassung mit roten Sandsteinpollern. |
|      | C 90      | Schmidt-Metzler       | 1899                                                                                                 | F. Hofmeister                                                                                    | Das Grab des Arztes und Administrators der Dr. Senckenberg´schen Stiftung Johann Friedrich Moritz Schmidt-Metzler ist ein weißes Marmorkreuz auf einem Postament aus dem gleichen Material und einem Untersockel aus Granit. |
|      | C 91      | Roth                  | 1879                                                                                                 | 0                                                                                                | Pult aus rotem Sandstein mit einer mittigen weißen Marmorinschriftenplatte. Die Ecken sind halbkreisförmig ausgespart und zeigen rote Sandsteinrosetten. Die Schmalseiten sind mit gerollten Akanthusblättern geschmückt. |
|      | C 92a     | Schmidt               | 1903                                                                                                 | Hofmeister                                                                                       | Kreuz auf Postament aus weißem Marmor auf Untersockel aus Granit. |
|      | C 96      | Kessler               | 1871, 1878, 1889, 1898                                                                               | N. Keller, J. Hößbacher, P. Sommer, H.J. Grünewald                                               | Vier weiße Marmorkreuze auf Postament gleichen Materials. Zwei Untersockel sind ebenfalls aus weißem Marmor, die anderen aus grauem Granit. |
|      | C 98      | Weigand-Kiefer        | 1873, 1878, 1908                                                                                     | M. Porzelt, Hofmeister (1878 und 1908)                                                           | Vier weiße Marmorkreuze auf Postamenten aus belgischem Granit und roten Sandsteinuntersockeln. Ein Kinderkreuz steht auf einem Granitpostament. |
|      | C 99      | Fay                   | 1911                                                                                                 | Gebr. Wagner                                                                                     | Granitstele mit Dreiecksgiebel, darauf eine Vase mit Flamme und Palmzweig aus poliertem schwarzen Granit. Hinter der Inschriftentafel befinden sich verdeckt vier Röhren für Urnen. Die Einfassung besteht aus Granit. |
|      | C 101     | Schaefer              | 1891, 1905                                                                                           | Gebr. Wagner                                                                                     | Zwei Kreuze und Postamente aus Syenit auf rustizierten Untersockeln. |
|      | C 104-105 | Wogau                 | 1872                                                                                                 | J. Hösbacher                                                                                     | Abgebrochene kannelierte Säule mir Blütenkranz auf Postament und ausladendem Sockel mit betonenden Eckvoluten. Das Grabmal besteht aus weißem Marmor, die original erhaltene Einfassung aus rotem Sandstein. |
|      | C 106-107 | Witzel-Capitain       | 1874                                                                                                 | Hofmeister                                                                                       | Ädikula aus gelbem Sandstein unter Dreiecksgiebel. Die kannelierten Pilaster werden korinthischen Kapitellen bekrönt. Diese flankieren einen profilierten Rundbogen um ein Kruzifix. |
|      | C 116     | Nies                  | 1847                                                                                                 | 0                                                                                                | Abgebrochene Säule aus grauem Muschelkalk. Wappen und Inschrift auf dem Säulenschaft sind abgewittert. |
|      | C 117     | Netz                  | um 1845                                                                                              | 0                                                                                                | Neogotischer Heiligenstock aus rotem Sandstein mit Kreuzbekrönung. |
|      | C 117     | Pistor                | um 1845                                                                                              | 0                                                                                                | Neogotische rote Sandsteinstele mit Stufengiebel und Blendmaßwerk. |
|      | C 119     | Brinckmann            | 1875, 1882                                                                                           | Hofmeister                                                                                       | Zwei weiße Marmorkreuze auf Postamenten aus belgischem Granit und Untersockeln aus rotem Sandstein. |
|      | C 123     | Winterhalter          | 1877                                                                                                 | M. Porzelt (Entwurf), O. Sommer (Gesamtkonzeption), Gustav Kaupert (Engel)                       | Das Grab des Porträtmalers und Lithografen Franz Xaver Winterhalter (1805–1873) besteht aus einem sitzenden Engel aus weißem Marmor. |
|      | C 125     | Sauer                 | 1881                                                                                                 | Hofmeister                                                                                       | Gelbe Sandsteinstele die mit 2 Voluten bekrönt ist, aus deren Mitte eine Palmette entspringt. Die schwarze Inschriftenplatte mit goldenen Buchstaben ist einer Glasplatte hinterlegt. |
|      | C 129     | Prösler               | 1875                                                                                                 | Hössbacher                                                                                       | Gelbe Sandsteinstele mit Dreiecksgiebel. Die Inschriftentafel besteht aus weißem Marmor, der Untersockel aus rotem Sandstein. |
|      | C 131     | Koch                  | 1874                                                                                                 | Pichler                                                                                          | Rote Sandsteinstele mit einem profilierten Dreiecksgiebel, der in Voluten ausläuft. Der Stirnziegel ist eine Palmette. Die Inschriftentafel besteht aus weißem Marmor. |
|      | C 141     | Poppelbaum            | 1910                                                                                                 | Hofmeister                                                                                       | Der Grabstein besteht aus einer Muschelkalkstele. Auf dem vorkragenden Mittelteil befindet sich ein Blumenkasten aus Zink. Die Inschriftentafel aus rotem Granit ist mit Bronze gerahmt. |
|      | C 143     | Metzler               | 1836 (Zeichnung), 1902 (Bronze)                                                                      | wahrscheinlich J.N. Zwerger (Zeichnung), P. Stotz (Bronze)                                       | Das Grabmal besteht aus einer neogotischen Sandsteinstele mit steigendem Spitzbogenfries und einem Dreiecksgiebel. Darauf als Bekrönung eine stilisierte Kreuzblume aus Galvanobronze. Im Zentrum der Stele befindet sich ein Bronzerelief eines sitzenden Engels. |
|      | C 144     | Bourguignon           | 1880                                                                                                 | 0                                                                                                | Weißes Marmorkreuz, geschmückt mit einem Kranz aus Rosen und Schleifen |
|      | C 145     | Metzler               | 1883, 1889                                                                                           | P. Sommer                                                                                        | Zwei weiße Marmorkreuze auf Untersockeln aus grauem Marmor. |
|      | C 148     | Schmidt               | 1856                                                                                                 | W. Ludwig                                                                                        | Das Grab von Pauline Schmidt (1840–1856) ist ein Kreuz aus weißem Marmor auf einem Postament aus grauem Marmor und einem Sockel aus rotem Sandstein. Pauline war das Vorbild des Paulinchens aus dem Struwwelpeter. |
|      | C 154     | van der Heyden        | 1838                                                                                                 | 0                                                                                                | Cippus aus rotem Sandstein mit einem ausladenden Sockel. |
|      | C 155     | Rinz                  | 1862, 1867, 1844 (Heiligenstock)                                                                     | H.J. Gründewald (Kreuze), Weber & Rübenach (Heiligenstock)                                       | Das Grab des Landschaftsarchitekten und Stadtgärtners Sebastian Rinz (1782–1861) steht auf drei Kreuzen mit Verblendung aus weißem Marmor auf Postamenten aus belgischem Granit. Denaben steht ein neogotischer Heiligenstock aus gelbem Sandstein auf einem Untersockel aus rotem Sandstein. |
|      | C 156     | Fuchs-Zoller          | 1837, 1844, 1845, 1929                                                                               | Gebr. Wagner (1929)                                                                              | Links befindet sich ein neogotisches Gusseisenkreuz auf einem roten Sandsteinsockel. Daneben zwei neogotische Kreuze aus rotem Sandstein und ein rotes Sandsteinkreuz mit abfallendem Sockel. |
|      | C 157     | Lüdicke               | nach 1836                                                                                            | 0                                                                                                | Cippus aus gelbem Sandstein mit neogotischer Kreuzbekrönung auf einem ausladenden roten Sandsteinsockel. Die fünf Kreuze, die die Grabstätte im Osten und Norden umstandebn wurden nach 1987 abgeräumt. |
|      | C 159-160 | Reimherr              | 1843                                                                                                 | Johann Nepomuk Zwerger (Büste)                                                                   | Das Grab des Majors Wilhelm Reimherr (1793–1843) besteht aus einer roten Sandsteinsäule. Darauf stand ursprünglich eine Bronzebüste des Verstorbenen. |
|      | C 174     | Günther               | um 1840                                                                                              | Rust                                                                                             | Gelber Sandsteinpfeiler mit ausladendem Untersockel aus rotem Sandstein. Ursprünglich befand sich darauf eine Urne. |
|      | C 205     | Günther               | um 1876                                                                                              | 0                                                                                                | Weißes Marmorkreuz auf Postament und Untersockel aus belgischen Granit. Die Inschriftentafel besteht aus weißem Marmor. |
|      | C 206-207 | Günther               | 1903                                                                                                 | A.C. Günther (Entwurf)                                                                           | Das Grabdenkmal besteht aus einer Mauer aus Muschelkalkquadern. Auf dem leicht überhöhten Mittelteil ist ein Kruzifix angebracht. Das Kreuz besteht aus Muschelkalk, die Christusfigur aus Galvanobronze. Die Inschriftentafel ist aus rotem Granit angelegt. |
|      | C 208     | Herwig                | um 1882                                                                                              | Krupp                                                                                            | Cippus aus Granit |
|      | C 211     | Marburg               | 1881                                                                                                 | J. Hössbacher                                                                                    | Das Grabmal besteht aus einer Ädikula aus gelbem Sandstein mit einem Dreiecksgiebel und weißen Marmorinschriftentafeln auf dem Architrav. Im Zentrum befindet sich eine rundbogige Schrifttafel aus dem gleichen Material. Diese ist von kannelierten Pilastern gerahmt. |
|      | C 218     | Prack                 | 1909, 1929 (Erweiterung)                                                                             | W. O. Prack                                                                                      | Auf einem Postament aus Muschelkalk sitzt ein Knabe, der eine tote Taube in der Hand hält. Auf der Schauseite befindet sich ein Medaillon mit einer Justitia. |
|      | C 230     | Eckhard               | 1901                                                                                                 | Gebr. Wagner                                                                                     | Kreuz mit einer Christusfigur aus Galvanobronze. |
|      | C 232     | Kullmann              | 1900                                                                                                 | Gebr. Wagner                                                                                     | Hohe Stele aus poliertem Granit mit Stufengiebel. Davor eine Frauengestalt aus weißem Marmor. |
|      | C 234     | Schnetter             | 1900                                                                                                 | Hofmeister                                                                                       | Kreuz und Postament aus poliertem schwarzen Granit. |
|      | C 237     | Bartelt               | 1909                                                                                                 | Gebr. Wagner                                                                                     | Kreuz und Postament aus poliertem schwarzen Granit. Die Querarme sind mit Vasen bekrönt. |
|      | C 237     | Bartelt-Delhées       | 1901                                                                                                 | Gebr. Wagner                                                                                     | Kreuz und Postament aus poliertem schwarzen Granit. Der Untersockel ist rustiziert. |
|      | C 238     | Reutlinger-Wiederhold | 1905                                                                                                 | Gebr. Wagner                                                                                     | Kreuz und Postament aus poliertem schwarzen Granit. Das Grabbeet ist mit Bruchsteinen eingefasst. |
|      | C 239     | Streckert-Groll       | 1904                                                                                                 | Gebr. Wagner                                                                                     | Kreuz und Postament aus poliertem schwarzen Granit. |
|      | C 240     | Schottlaender         | 1900                                                                                                 | Hofmeister                                                                                       | Abgebrochene Säule auf Postament aus poliertem schwarzen Granit. |
|      | C 247     | Jordis                | 1881                                                                                                 | J. Hössbacher                                                                                    | Das Grabdenkmal besteht aus einer gelben Sandsteinsäule, auf der das Familienwappen und verschiedene Symbole angebracht sind. Die Spitze des Denkmals bilet eine Deckplatte mit Dreiecksgiebeln und Eckakroteren und einer krönenden Urne. |
|      | C 260     | Beer                  | 1908                                                                                                 | Gebr. Wagner                                                                                     | Das Grab des Malers Wilhelm Amandus Beer (1837–1907) besteht aus einer Säule aus gestocktem Granit. Die Inschriftenplatte und der Rahmen um das Porträt besteht aus poliertem Granit. Das Bildnis des Verstorbenen ist aus weißem Marmor gefertigt. |
|      | C 294     | Wendland-Christ       | 1905                                                                                                 | Hofmeister                                                                                       | Aus Baumstämmen zusammengesetztes und von Efeu umranktes gelbes Sandsteinkreuz auf einem Sockel in Form eines Felsblocks. |
|      | C 296     | Wick                  | 1905                                                                                                 | Gebr. Wagner                                                                                     | Stele aus poliertem schwarzen Granit mit Dreiecksgiebel, Eckakroteren und einer großen Vase auf der Spitze. |
|      | C 346     | Prigge                | 1905                                                                                                 | J. Hössbacher                                                                                    | Imitation eines ordentlich aufgeschichteten Steinhaufens. Darauf ein gelbes Sandsteinkreuz, bekrönt durch einen Kranz aus Blüten und Palmwedeln. |
|      | C 370     | Buch                  | 1907                                                                                                 | Hofmeister                                                                                       | Stele aus poliertem schwarzen Granit mit einem Mohnblütenfries aus Bronze. |
|      | C 373     | Würsig                | 1910                                                                                                 | Gebr. Wagner                                                                                     | Ädikula aus schwarzem Granit. Auf dem Architrav befindet sich ein Cherub aus Bronze. Um den Eindruck eines Grabeingangs zu erwecken, führen drei Stufen zu den vertieften Inschriftenplatten aus rotem Granit empor. |
|      | C 374 a   | Oberlinger            | 1912                                                                                                 | Gebr. Wagner                                                                                     | Urne auf Postament aus poliertem schwarzen Granit. |
|      | C 371     | Gömöri                | 1907                                                                                                 | Hofmeister                                                                                       | Stele aus poliertem grauen Granit. Als Schmuck besteht ein Rosenfries und ein Lorbeerkranz aus Galvanobronze angebracht. Davor befindet sich eine trauernde, velierte Frauengestalt aus weißem Marmor. |
|      | C 376     | Jockel                | 1909                                                                                                 | Gebr. Wagner                                                                                     | Im Familiengrab der Familie Jockel sind der Bauunternehmer Karl Jockel (1841–1923) sowie sein Urenkel, der Bakteriologe Armin Kutzsche (1914–1995), bestattet. Ädikula mit Dreiecksgiebel aus Sandstein. Auf den Pfeilern befindet sich jeweils ein Kreuzmosaik. Die Rückwand ist mit einem Fries verziert. Drei Cherubim aus Kalkstein befinden sich vor einem Mosaik, welches einen blauen Himmel mit Sternen darstellt. |
|      | C 372     | Schreiber             | 1907 (Stele), 1940 (Relief)                                                                          | Gebr. Wagner (Stele), P. Seiler (Relief)                                                         | Granitstele mit vertiefter Inschriftentafel aus poliertem schwarzen Granit. Davor befindet sich eine kleine Stele aus weißem Marmor. Das Relief zeigt eine Personifikation der Nacht, die von einem Kind geführt wird. |
|      | C 410     | Haas-Gsottschneider   | 1938                                                                                                 | Gebr. Wagner, A. Varnesi                                                                         | Muschelkalkstele mit profilierten Kanten. Im Schacht befindet sich ein Bronzerelief mit der Darstellung eines Rehs mit Kitz, umgeben von einem Eichenkranz. |
|      | bei C 426 | Buchka                | 1828                                                                                                 | 0                                                                                                | Neogotisches Kreuz aus gelbem Sandstein |

### C „An der Mauer“
| Bild | Gewann      | Name(n)                                                                | Jahr                                                               | Steinmetz                                               | Beschreibung |
| ---- | ----------- | ---------------------------------------------------------------------- | ------------------------------------------------------------------ | ------------------------------------------------------- | --- |
|      | adM 62      | Neeff                                                                  | 1849 (Tafel, Kreuz), 1850 (Obelisk)                                | 0                                                       | Das als Ehrengrab ausgezeichnete Grab von Christian Ernst Neeff besteht aus einem Obelisken aus rotem Sandstein. Dieser wurde von der Senckenbergischen Stiftung errichtet. In die Mauer ist eine Wandtafel aus weißem Marmor eingelassen. Dazwischen befand sich ein Kreuz aus weißem Marmor auf einem roten Sandsteinsockel.                                                                                               |
|      | adM 64      | Souchay                                                                | 1872 / 1888                                                        | J.G. Pichler / J. Hößbacher                             | Das als Ehrengrab ausgezeichnete Grab von Eduard Franz Souchay besteht aus zwei Kreuzen aus weißem Marmor. |
|      | adM 72      | von Heyden                                                             | 1846                                                               | A. Sprückmann                                           | Kleine Platte aus weißem Marmor, umgeben von einem Rahmen aus rotem Sandstein. |
|      | adM 73-75   | von Günderode                                                          | 1842 (Kreuz), 1863 (Stele und Wappen)                              | Rust (Kreuz), M. Tröndle (Stele und Wappen)             | Das Grab von Ludwig Franz Justinian Maximilian Anton Carl Freiherr von Günderrode ist ein Kreuz aus gelbem Sandstein. Davor steht eine Stele aus gelbem Sandstein, der das von Günderrodesche Wappen trägt. |
|      | adM 76      | von Sydow                                                              | 1866                                                               | M. Tröndle                                              | Das an der Mauer angebrachte Kreuz mit Kleeblattenden besteht aus weißem Marmor. Darunter eine tabula aus gleichem Material mit dreipaßförmigen Enden. |
|      | adM 81-82   | von Cronstett- und von Hynspergisches adliges evangelisches Damenstift | 1830                                                               | 0                                                       | Das Grabfeld des von Cronstett- und von Hynspergischen adligen evangelischen Damenstiftes besteht aus einer rechteckigen Tafel aus grauem Marmor |
|      | adM 79-80   | von Fichard                                                            | 1855                                                               | Sprückmann                                              | Das Grab von Johann Karl von Fichard (1773–1829) besteht aus einer rechteckigen Tafel aus weißem Marmor mit zwei Wappen, umgeben von einem neogotischen Rahmen aus Sandstein. Ursprünglich befand sich links daneben eine Inschriftentafel. |
|      | adM 85-86   | Passavant                                                              | 1833 (Kreuz), 1842 (Zeichnung), 1870 (Pultstein)                   | Rust (Kreuz), J. Hössbacher (Pultstein)                 | Das Grab von Angehörigen der Familie Passavant besteht aus einem roten Sandsteinkreuz und einer Inschriftenplatte aus weißem Marmor. In der Mitte der mit Tuffstein verblendeten Mauer befindet sich das stark verwitterte Familienwappen. |
|      | adM 88      | Stürmer                                                                | 1830                                                               | W. Bronfft                                              | Wandstele aus rotem Sandstein, bekrönt durch Akanthusblätter und einem Kreuz. Darunter ein Palmwedelkranz mit fliegenden Bändern |
|      | adM 89      | Schlamp                                                                | 1841 (Zeichnung), 1862 (Stele), 1870 (Sarkophag), 1891 (Pultstein) | A. Grünewald (Stele), Hofmeister (Sarkophag, Pultstein) | Verblendmauerwerk maus rotem Sandstein mit Inschriftenplatte aus weißem Marmor. Davor befindet sich eine Stele mit Dreiecksgiebel aus weißem Marmor auf einem Sockel aus rotem Sandstein Im Juli 1992 wurde der Stelenschaft gestohlen. Der Sarkophag aus weißem Marmor trägt Volutenschmuck und Efeu- und Eichenlaubdekor. Der Sockel besteht aus belgischem Granit. Davor befindet sich ein Pultstein aus rotem Sandstein. |
|      | adM 91      | Bernus-d’Orville-Reichard-d’Orville                                    | 1829                                                               | 0                                                       | Das Grab der Familien Bernus-d’Orville und Reichard-d’Orville ist eine Wandstelemit Dreiecksgiebel und Eckakroteren aus gelbem Sandstein. Im abgeitterten Gibelfeld befand sich ursprünglich das Familienwappen. Die moderne Inschriftentafel besteht aus poliertem schwarzem Granit. An den Seiten der Wandstele befindet sich ein Rahmen aus rotem Sandstein.                                                              |
|      | adM 93      | Liebholdt                                                              | 1829                                                               | 0                                                       | Wandstele aus rotem Sandstein mit Dreiecksgiebel. Das Giebelfeld ist mit einem fünfzackigen Stern, die Fläche unter dem Giebel mit Eichenlaub geschmückt. M Fuß der Stele befindet sich ein stark abgewitterter Kranz aus Eichenlaub mit fliegenden Bändern. |
|      | adM 96      | Hahn                                                                   | 1828                                                               | 0                                                       | Rechteckige Inschriftenplatte aus grauem Marmor. |
|      | adM 98      | Prehn                                                                  | 1830                                                               | P.C. Kayser                                             | Inschriftentafel aus grauem Marmor. |
|      | adM 105     | Ruhland-von Feuerbach                                                  | 1830 (Stele)                                                       | Rust (Stele)                                            | Das Ehrengrab von Paul Johann Anselm von Feuerbach (1775–1833) und anderen Familienangehörigen besteht aus einer Wandstele aus rotem Dreiecksgiebel und Palmettenakroteren. Im Giebelfeld befindet sich eine Abbildung des Auges Gottes mit Strahlen. Davor befindet sich die Grabplatte aus grauem Marmor. |
|      | adM 106     | von Blittersdorff                                                      | 1861                                                               | M. Tröndle                                              | Das Grabmal des Politikers Friedrich von Blittersdorf (1792–1861) besteht aus zwei Sarkophagen aus gelben Sandstein. Sie tragen das Wappen des Freiherren und ein Kreuzrelief. |
|      | adM 108     | Firnhaber von Eberstein                                                | 1838                                                               | Rust                                                    | Inschriftentafel aus grauem Marmor |
|      | adM 111-113 | de Bary                                                                | 1830                                                               | vermutlich Rust                                         | Wanddenkmal aus einer Verblendung aus rotem Sandstein, Davor eine Ädikula, gekrönt durch einen Dreiecksgiebel. Das Schriftfeld wird durch das Familienwappen geschmückt. |
|      | adM 19      | Ettling                                                                | 1912                                                               | W. Maus                                                 | Bronzeplatte mit einem Rahmen mit Lorbeergirlande. |

## Gewann D
| Bild | Gewann        | Name(n)                          | Jahr                                                                 | Steinmetz | Beschreibung |
| ---- | ------------- | -------------------------------- | -------------------------------------------------------------------- | --- | --- |
|      | D 5           | Wirsing                          | 1896                                                                 | F. Hofmeister | Zwei Kreuze aus weißem Marmor. Die Postamente besteht aus belgischem Granit, die Untersockel aus rotem Sandstein. |
|      | D 6           | Müller-Buch                      | um 1877, 1879, 1880, 1890, 1908 und 1932                             | F. Hofmeister | Sechs Kreuze aus weißem Marmor. Drei davon stehen auf Sockeln aus rotem Sandstein. Die Grabstelle gehört zu einem Komplex mit D 45 und D adM 219 |
|      | D 9           | von Heyden                       | 1874, um 1875, 1915, 1917                                            | A. Dechateau (1874), F. Hofmeister                                                                                    | Kinder-Kreuz und zwei Erwachsenenkreuze aus weißem Marmor auf Postamenten aus belgischem Granit. Dazu ein weißes Marmorkreusz mit Christusmonogramm und Inschrift. Die Grabstelle gehört zu einem Komplex mit D adM 216                                                                                           |
|      | D 10-11       | de Neufville                     | ab 1885                                                              | F. Hofmeister | Das Familiengrab der Bankiersfamilie besteht aus zwölf gusseisernen Kreuzen auf Sockeln aus belgischem Granit. Das Grab bildet einen Komplex mit D adM 214-216 |
|      | D 12          | Cornill                          | 1876, 1907                                                           | F. Hofmeister | Das Grab des Malers und Konservators des Historischen Museums Philipp Otoo Cornill (1824–1907) besteht aus einem Kreuz und Postament aus belgischem Granit. Hinzu kommt ein Kreuz aus Syenit. |
|      | D 14          | Fresenius                        | 1858                                                                 | A. Sprückmann | Sechseckiger neogotischer Pfeiler auf zweigestuftem viereckigen Sockel. Die Schriftspiegel liegen vertieft und sind mit Wimpergen bekrönt. An der Spitze befinden sich ein sechseckiger Aufsatz und darüber ein Kreuz.                                                                                            |
|      | D 16          | Belli-Seufferheld                | 1882 (Georg Friedrich Bernhard Belli), 1893, 1904                    | H.J. Grünewald | Drei Kreuze auf Postamenten und Sockeln aus belgischem Granit. Ein Komplex mit adM 209. |
|      | D 17          | Petsch-Goll                      | 1884, 1894, 1895                                                     | F. Hofmeister | Weißes Marmorkreuz auf gelbem Sandsteinpostament und zwei weiße Marmorkreuze mit Postamenten aus Muschelkalk. Die Untersockel bestehen jeweils aus rotem Sandstein. Ein Komplex mit adM 208. Unter anderem Grab von Johann Philipp Petsch-Goll.                                                                   |
|      | D 18a         | Eckhardt                         | 1890                                                                 | F. Hofmeister | Syenitkreuz. Ein Komplex mit adM 207. |
|      | D 19          | Andreae-Goll                     | 1889, 1894, 1904                                                     | F. Hofmeister | Zwei Kreuze auf Postamenten aus weißem Marmor. Dazu ein ebensolches Kreuz mit geschwungenen Querarmen. Ein Komplex mit adM 206. |
|      | D 20          | Schmidt-Polex                    | 1911                                                                 | F. Hofmeister | Säule aus poliertem grünen Granit auf einem Sockel. Darauf eine velierte Urne aus Bronze. Auch die ovale Inschriftentafel ist aus Bronzes. Am unteren Ende der Säule befindet sich ein bronzenes Kreuz aus Lorbeeren geflochten.                                                                                  |
|      | D 21          | Schmidt-Polex-Scriba             | 1893, 1925                                                           | H.J. Grünewald, J. März                                                                                               | Ein weißes Marmorkreuz auf einem Postament mit seitlichen Voluten auf einem roten Sandsteinuntersockel. Auf dem Kreuz befindet sich ein Relief mit zwei sich überkreuzenden Palmwedeln. Dahinter ein Sockel aus Granit mit einer Urne.                                                                            |
|      | D 24          | Bansa-Streiber                   | 1884, 1905                                                           | H.J. Grünewald nach Vorgaben von Friedrich Schierholz                                                                 | Zwei neogotische Syenitkreuze mit Bronzedekor. |
|      | D 26          | Peipers                          | 1913                                                                 | F. Hofmeister | Postament aus grünem Porphyr, darauf eine Urne aus gleichem Material. Die Urne ist mit einem Lorbeerfeston aus Bronze dekoriert. |
|      | D 29          | Fritsch                          | 1905                                                                 | Entwurf und Modell: F. Hausmann / Gebr. Wagner                                                                        | Schlankes Postament aus poliertem Granit mit Voluten. Darauf eine Urne. Den Sockel bildet ein Findling aus Quarzit. |
|      | D 32-33       | Bonn                             | um 1864, 1881, um 1885, 1891, 1892 (Kreuze), 1887, 1939 (Einfassung) | A. Dechateau (bzw. ab 1855 Gebr. Scholl (Dechateau Nachf.)) (Kreuze), Kunst- und Bauschlosserei P. Sipf (Einfassung). | Vier weiße Marmorkreuze. Die Einfassung ist ein aufwändiges Gitter aus Gusseisen mit einem Schmuck aus Mohnkapseln. |
|      | D 37          | Hanke-Heßler                     | 1868, 1908 (Stele), 1870, 1871 (Schriftrollen)                       | F. Hofmeister (Stele) A. Schappel Wwe. (Schriftrollen)                                                                | Kalksteinstele mit Inschriftentafeln aus rotem Granit mit Bronzerahmen. In die Einfriedung ist eine Bank aus Kalkstein integriert. Auf der Rückseite der Stele ein Buch aus weißem Marmor, flankiert durch zwei Schriftrollen.                                                                                    |
|      | D 40a         | Riedel                           | 1911                                                                 | F. Hofmeister | Granitkreuz |
|      | D 42          | Ritsert                          | 1904                                                                 | F. Hofmeister | Obelisk aus schwarzem, poliertem Granit. Im Postament befinden sich Fächer für Urnen. Eine Statue einer Trauernden aus weißem Carrara-Marmor ist scheinbar an den Obelisken gelehnt. |
|      | D 45          | Müller-Buch                      | 1908, 1928, 1968                                                     | F. Hofmeister | Drei weiße Marmorkreuze auf roten Sandsteinsockeln. Die Grabstelle gehört zu einem Komplex mit D 6 und D adM 219. |
|      | D 50          | Ihm                              | 0                                                                    | 0 | |
|      | D 60          | Kirchner                         | 0                                                                    | 0 | |
|      | D 64          | Goll-Platzmann-Hirsch            | 0                                                                    | 0 | |
|      | D 66          | Wiewels                          | 0                                                                    | 0 | |
|      | D 77          | Deichler                         | 0                                                                    | 0 | |
|      | D 85          | von Berlepsch                    | 0                                                                    | 0 | |
|      | D 86          | von Faber de Faur                | Zeichnung von 1846, 1857                                             | A. Sprückmann | Das Grab von Christian Wilhelm von Faber du Faur und seiner Frau besteht aus zwei neogotischen Kreuzen auf wappengeschmückten Sockeln. Kreuze und Sockel sind aus rotem Sandstein. |
|      | D 87          | von Kruse                        | 0                                                                    | 0 | |
|      | D 91          | Varrentrapp                      | 0                                                                    | 0 | |
|      | D 127         | Nestle                           | 0                                                                    | 0 | |
|      | D 131         | Winckler                         | 0                                                                    | 0 | |
|      | D 132         | Peipers                          | 0                                                                    | 0 | |
|      | D 134         | Sarassin                         | 0                                                                    | 0 | |
|      | D 147         | Savoldelli                       | 0                                                                    | 0 | |
|      | D 147a        | Zickwolf-Nestle                  | 0                                                                    | 0 | Johann Albert Zickwolff (* 7. November 1829; † 6. März 1895) war Eisenwarenhändler und Mitglied der Handelskammer |
|      | D 155         | Steinbrenck                      | 0                                                                    | 0 | |
|      | D 159         | Schnell                          | 0                                                                    | 0 | |
|      | D 163         | von Schweitzer                   | 0                                                                    | 0 | |
|      | D 167         | Zimmer                           | 0                                                                    | 0 | |
|      | D 174b-175    | Lampe                            | 0                                                                    | 0 | |
|      | D 177         | Gause                            | 0                                                                    | 0 | |
|      | D 192         | Bornscheuer                      | 0                                                                    | 0 | |
|      | D 181         | Roth                             | 0                                                                    | 0 | |
|      | D 202-204a    | Friedleben                       | 0                                                                    | 0 | |
|      | D 211         | Schlosser                        | 0                                                                    | 0 | |
|      | D 212         | du Fay                           | 0                                                                    | 0 | |
|      | D 214-214a    | Borgnis                          | 0                                                                    | 0 | |
|      | D 215-215a    | Brentano-von Steinle             | 0                                                                    | 0 | |
|      | D 216-217     | Osterrieth                       | 0                                                                    | 0 | |
|      | D 220         | Zickwolff-Malss                  | 0                                                                    | 0 | |
|      | D 231-231a    | Kühner-Cronberger                | 0                                                                    | 0 | |
|      | D 234         | Straub                           | 0                                                                    | 0 | |
|      | D 235         | Gattinger                        | 0                                                                    | 0 | |
|      | D 236         | Roques                           | 0                                                                    | 0 | |
|      | D 241         | Jassoy                           | 0                                                                    | 0 | |
|      | D 242-242a    | Jügel                            | 0                                                                    | 0 | |
|      | D 244-245     | Cretzschmar                      | 0                                                                    | 0 | |
|      | D 246         | Rapp                             | 0                                                                    | 0 | |
|      | D 247         | Schuboth                         | 0                                                                    | 0 | |
|      | D 254         | Mylius-Kohl                      | 0                                                                    | 0 | |
|      | D 256         | Zwerger                          | 0                                                                    | 0 | |
|      | D 261-261a    | Willemer-Andreae-du Bois-Gelhaar | 0                                                                    | 0 | |
|      | D 264         | Enders                           | 0                                                                    | 0 | |
|      | D 268         | Weidemann                        | 0                                                                    | 0 | |
|      | D 270-271     | Welb                             | 0                                                                    | 0 | |
|      | D 272a        | Gutzkow                          | 0                                                                    | 0 | |
|      | D 279         | Büdingen                         | 0                                                                    | 0 | |
|      | D 280-281     | Marburg                          | 0                                                                    | 0 | |
|      | D 282         | von Neufville                    | 0                                                                    | 0 | |
|      | D 285         | Schmidt-Polex                    | 0                                                                    | 0 | |
|      | D 286         | Estenfeld                        | 0                                                                    | 0 | |
|      | D 287         | Nestle                           | 0                                                                    | 0 | |
|      | D 293-294     | Manskopf                         | 0                                                                    | 0 | |
|      | D 295         | Jäger                            | 0                                                                    | 0 | |
|      | D 296a        | Schölles                         | 0                                                                    | 0 | |
|      | D 297         | von Miquel                       | 0                                                                    | 0 | |
|      | D 298         | Raff                             | 0                                                                    | 0 | |
|      | D 309-310/416 | Verein für Feuerbestattung       | 0                                                                    | 0 | |
|      | D 325         | Seeger                           | 0                                                                    | 0 | |
|      | D 324         | Braunfels                        | 0                                                                    | 0 | |
|      | D 332-333     | Goldschmidt                      | 0                                                                    | 0 | |
|      | D 335         | Tillmanns                        | 0                                                                    | 0 | |
|      | D 358         | Zorbach                          | 0                                                                    | 0 | |
|      | D 366         | Schneider                        | 0                                                                    | 0 | |
|      | D 370         | Krug                             | 0                                                                    | 0 | |
|      | D 373         | Schneider                        | 0                                                                    | 0 | |
|      | D 375         | Bender                           | 0                                                                    | 0 | |
|      | D 379         | Trupp                            | 0                                                                    | 0 | |
|      | D 383         | Burghold                         | 0                                                                    | 0 | |
|      | D 396         | Seiler                           | 0                                                                    | 0 | |
|      | D 399         | Fürstenberg                      | 0                                                                    | 0 | |
|      | D 404a        | Scheinberger                     | 0                                                                    | 0 | |
|      | D 407-409     | Simons                           | 0                                                                    | 0 | |
|      | bei D 428     | Grosse                           | 0                                                                    | 0 | |
|      | D 429         | Pech                             | 0                                                                    | 0 | |
|      | Bei D 438     | Knips                            | 0                                                                    | 0 | |
| 0    | D 411         | Trostbach                        | 0                                                                    | 0 | |
|      | D 411         | Pech                             | 0                                                                    | 0 | |
|      | D 442         | Aubin                            | 0                                                                    | 0 | |
|      | D 443         | Friederich                       | 0                                                                    | 0 | |
|      | D 445         | Brunck                           | 0                                                                    | 0 | |
|      | Bei 445       | Hacker                           | 0                                                                    | 0 | |
|      | D 457         | Hess                             | 0                                                                    | 0 | |
|      | D 458         | Hahn                             | 0                                                                    | 0 | |
|      | D 467-469     | Stier                            | 0                                                                    | 0 | |
|      | D 473         | Behaghel                         | 1850                                                                 | Tröndle | Neogotische Stele aus rotem Sandstein, bekrönt von einem Dreiecksgiebel mit Kreuzblume, seitlich Fialen. Krabbenbesetzter Kielbogen mit Kreuzblume. Im Bogenfeld aufgehende Sonne, umgeben von den Worten Freiheit, Gleichheit, Brüderlichkeit. Im Postament Relief mit sich reichenden Händen, umgeben von Efeu. |
|      | D 474         | Neuburg                          | 0                                                                    | 0 | |
|      | D 475 von     | Malapart                         | 0                                                                    | 0 | |
|      | D 477         | Behrends                         | 1842                                                                 | Rust | Cippus aus rotem Sandstein mit Blendmaßwerk, Zinnenkranz und Kreuzbekrönung |
|      | D 479         | Lindt                            | 0                                                                    | 0 | |
|      | D 480         | Reuter                           | 0                                                                    | 0 | |
|      | D 482         | Walrond                          | 0                                                                    | 0 | |
|      | D 483         | Wiewels                          | 0                                                                    | 0 | |
|      | D 485         | Redtel                           | 0                                                                    | 0 | |
|      | D 487         | von Fritsch                      | 0                                                                    | 0 | |
|      | D 488         | Rhodes                           | 0                                                                    | 0 | |
|      | Bei 488       | Reinhard                         | 0                                                                    | 0 | |
|      | D 489         | Campell                          | 0                                                                    | 0 | |
|      | bei 489       | Molitor                          | 0                                                                    | 0 | Standsteinkreuz als Grabmal des großherzoglich Frankfurter Staatsrates Philipp Adolf Joseph Molitor (1752–1840) |
|      | D 490         | Weogand-Dieterich                | 0                                                                    | 0 | |
|      | D 512         | Edler von Wirth                  | 0                                                                    | 0 | |
|      | D 524         | Mühlhens                         | 0                                                                    | 0 | |
|      | D 553         | Haag                             | 0                                                                    | 0 | |
|      | D 553         | Fresenius                        |                                                                      | 0 | im Hintergrund Grabstein von Georg Fresenius (1808–1866), ehemals B 442 c |
|      | bei D 556     | Fester                           | 0                                                                    | 0 | |

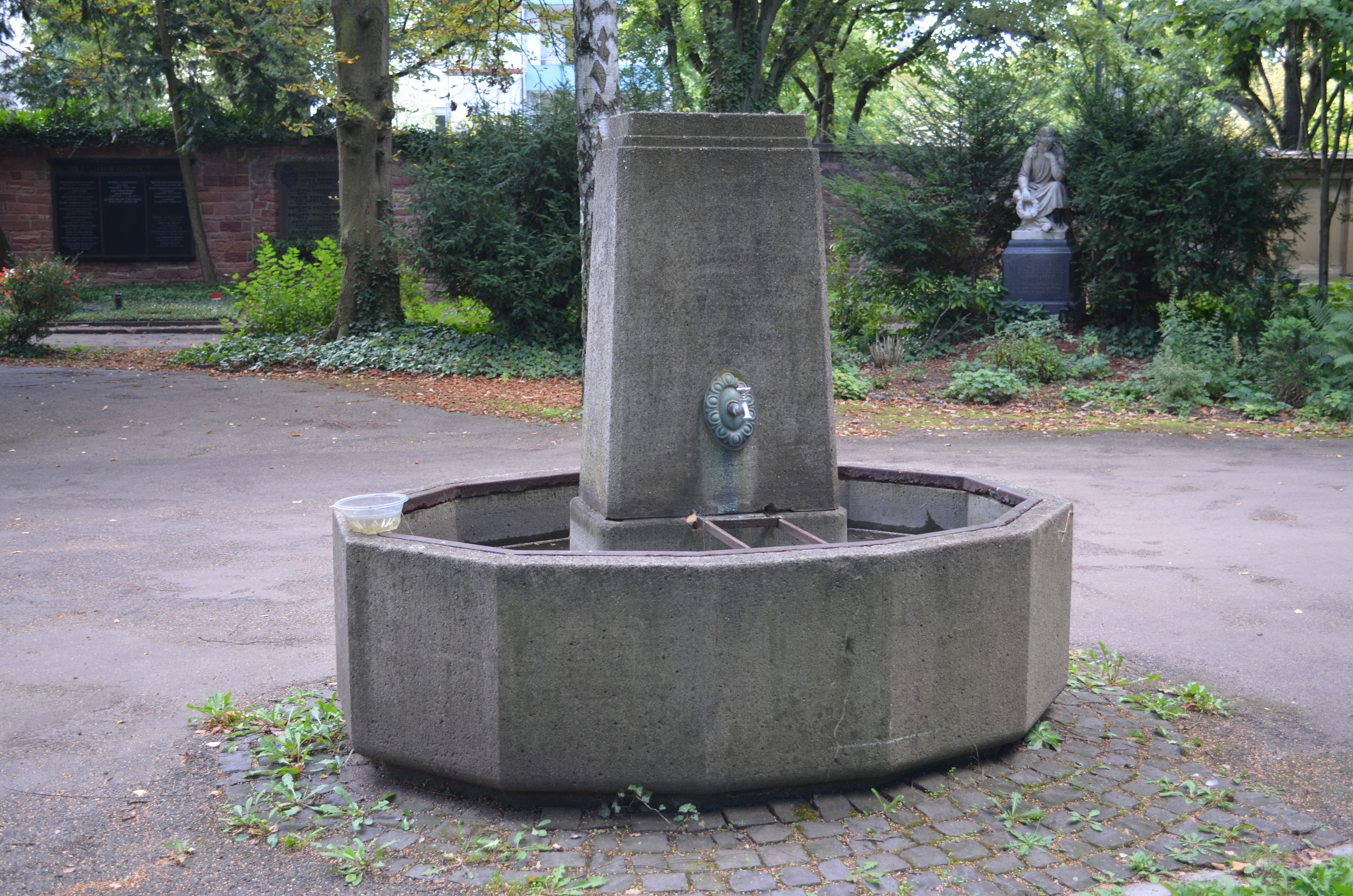
Brunnen bei Grab D 272a

Daneben stehen der Brunnen bei Grab D 272a und der Brunnen bei D 85 unter Denkmalschutz.

### D „An der Mauer“
| Bild | Gewann        | Name(n)                       | Jahr | Steinmetz                                                                              | Beschreibung |
| ---- | ------------- | ----------------------------- | --- | -------------------------------------------------------------------------------------- | --- |
|      | 129-130       | Engelhardt                    | um 1830 (Mauer und Tafel), 1840, 1857, 1880, 1910, 1960 (Kreuze)                                          | Rust (Mauer und Tafel), Hößbacher, N, Gebr. Wagner, H. Wagner (Kreuze)                 | Das Grab besteht aus Verblendmauerwerk aus rotem Sandstein, an dem eine weiße Marmortafel angebracht ist. Davor befinden sich sechs Kreuze, davon vier aus gelbem Sandstein und zwei aus grauem Muschelkalk. |
|      | 137           | von Holzhausen                | 1846 | W. Maus                                                                                | Das Grab von Anton Ulrich Karl von Holzhausen zeigt drei Wappen. |
|      | adM 139       | Wilhelm                       | um 1860 (Tafel), 1850, 1874, 1908, 1929                                                                   | Hofmeister                                                                             | Inschriftentafel aus grauem Marmor. Davor vier Kreuze und Postamente aus belgischem Granit und ein Sandsteinkreuz. |
|      | adM 141       | Lemmé                         | um 1829                                                                                                   | 0                                                                                      | Wandstele aus grauem, geäderten Marmor, bekrönt durch Palmenakroteren und einen Fries von Arkanthusranken. |
|      | adM 142-143   | Hauck-Steeg                   | 1831 | Rust                                                                                   | Durch Pilaster gegliederte Verblendung aus gelbem Sandstein mit Architrav und vorkragendem Gesims mit Pultdach. |
|      | adM 144       | Varrentrapp                   | um 1830 (Mauer), 1910 (Inschriftentafel), 1830 (Vase)                                                     | J.H. Grünewald (Inschriftentafel (als Ersatz)), Gebrüder Wagner (Vase)                 | Das Grab von Adolf Konrad Gustav Varrentrapp besteht aus Verblendmauerwerk aus Tuffstein mit einer Inschriftentafel aus grünem Porphyr mit einem Rahmen aus gelbem Sandstein. Auf dem vorderen Grabfeld befindet sich eine Urne aus belgischem Granit. |
|      | adM 145       | Starck                        | 1828 | 0                                                                                      | Inschriftentafel aus grauem Marmor |
|      | adM 148       | Varrentrapp                   | 1859, 1860, 1886, 1890                                                                                    | Sprückmann (1859, 1860), J.H. Grünewald (1886, 1890)                                   | Das Grab von Johann Georg Varrentrapp besteht aus drei neogotischen Kreuzen aus weißem Marmor auf Postamenten aus belgischem Granit und einem Marmorkreuz auf Sandsteinsockel. |
|      | adM 149       | Röschel                       | 1891 | Gebrüder Wagner                                                                        | Inschriftentafel aus poliertem schwarzen Granit in einem Rahmen aus gelben Sandstein mit Dreiecksgiebel und kannelierten Pilastern. 53 |
|      | adM 153       | Kayser-Goltermann             | 1844 (Wandstele), 1900 (Stele)                                                                            | Lenz (Wandstele), G. Diehlmann (Stele)                                                 | Das Grab von Georg Eduard Goltermann ist eine Stele aus gelbem Sandstein mit einem Bildnismedaillon aus Bronze. Dahinter eine ältere Wandstele aus rotem Sandstein. |
|      | adM 158       | Schmid-Wilmans                | 1830, 1831, 1832, um 1834, 1844, 1855 (Kreuze)                                                            | Rust (1831), Macj (1834), Bronfft (1844), Sprückmann (1855)                            | Inschriftentafel aus grauem Marmor an der Friedhofswand. An die Mauer gelehnt befinden sich drei Kreuze aus rotem Sandstein. Auf dem Grabfeld stehen drei weitere Kreuze aus belgischem Granit. |
|      | D adM 163-165 | Fellner-Welcker               | 1846 (Tafel) 1874 (Pfeiler und Büste) 1837, 1855, 1856, 1866, 1867, 1868, 1883, 1887, 1890, 1892 (Kreuze) | Petri (Büste und Pfeiler), Sprückmann, J. Hössbacher (Kreuze)                          | Das Grab von Karl Konstanz Viktor Fellner (1807–1866), dem letzten Älteren Bürgermeister der Freien Stadt Frankfurt ist eine Bildnisbüste aus Bronze auf einem Pfeiler aus rotem Sandstein, der mit dem Frankfurter Wappen geschmückt ist. Der Pfeiler ist Teil des Familiengrabes. Dieses besteht aus einer Tafel in der Friedhofsmauer und zwölf Kreuzen aus rotem Sandstein.             |
|      | adM 170       | Garkoch-Leipprand             | 1828 | F. Brahm                                                                               | Familienwappen aus rotem Sandstein in gekehltem Rahmen. Ursprünglich war das Wappen gefast und die Mauer mit einer Tuff imitierenden Verblendung aus Zement verkleidet. |
|      | adM 176       | von Meyer                     | 1850 (Wandstele), 1869 (Obelisk und Einfriedung)                                                          | C. Menz (Wamdstele), C.M. Rübenach Sohn (Obelisk und Einfriedung)                      | Das Grab von Johann Friedrich von Meyer besteht aus eine Wandstele aus gelbem Sandstein. Das Inschriftenfeld ist durch einen Kleeblattbogen gerahmt. Im Innern befindet sich ein Kreuz und ein Bibelzitat (Joh. XI.25). Davor steht ein Obelisk aus belgischem Granit. Die ursprüngliche Einfassung aus Sandsteinpfosten und Gusseisenstangen ist weitgehend erhalten.                      |
|      | adM 178       | Rittershausen-Soemmerring     | 1830 (Stele), 1872 (Obelisk)                                                                              | unleserlich. Erkennbar ist „…archer“ (Stele), C.M. Rübenach Sohn (Obelisk)             | Das Grab von Samuel Thomas Soemmerring ist eine Stele aus gelbem Sandstein mit gerader Deckplatte und aufgesetztem Dreiecksgiebel mit Eckaktroteren. Hinter der Stele befindet sich ein Obelisk als Grabdenkmal für Detmar Wilhelm Sömmerring. Sein Profil ist im zentralen Bronzemedaillon abgebildet.                                                                                     |
|      | adM 179       | Andreae                       | 1828 | 0                                                                                      | Inschriftentafel aus grauem Marmor. |
|      | adM 180       | Nestle                        | 1839 (Wandstele), 1846, 1898 (Stelen) 1839 Vase und Urne                                                  | Rust (Wandstele und Stele, Vase und Urne), J.H.Grünewald (Stele)                       | Wandstele aus rotem Sandstein mit gerader Deckplatte. Der Dreiecksgiebel mit Eckakroteren ist aufgesetzt. Der Stelenschaft ist mit einem Wappen im Oval geschmückt. Davor befinden sich zwei ornamentierte Sandsteinstelen. Auf der vorderen befindet sich eine Urne, die vorher auf dem hinteren stand. Ursprünglich befand sich auf der vorderen Stele eine Vase, die nicht mehr besteht. |
|      | adM 183       | Mylius                        | um 1831 (Tafel), 1856 (Kreuze) 1837 und 1838 (Stelen)                                                     | S. Müller (Kreuze), Rust (Stelen)                                                      | Inschriftentafel aus grauem Muschelkalk an der Mauer. Davor drei neogotische Kreuze aus weißem Marmor. In der vordersten Reihe befinden sich zwei Kinderstelen aus rotem Sandstein mit Dreiecksgiebeln. |
|      | adM 185       | Heimpel                       | 1890 | H. Krämer                                                                              | Gerahmte Inschriftentafel aus rotem Sandstein |
|      | adM 187       | Krieg                         | 1828 | 0                                                                                      | Gerahmte Inschriftentafel aus rotem Sandstein |
|      | adM 188       | Reus                          | 1829 | 0                                                                                      | Gerahmte Inschriftentafel aus rotem Sandstein |
|      | adM 190       | Mannberger                    | 1873 (Tafel), 1870, 1872 und 1874 (Pultsteine)                                                            | 0                                                                                      | Inschriftentafel aus weißem Marmor auf Konsolen. Davor drei Pultsteine aus rotem Sandstein mit ovalen Inschriftentafeln aus weißem Marmor. |
|      | adM 198       | Dietze                        | 1853 (Kreuz), um 1863 (Kreuz), 1872 (Pultstein)                                                           | A. Grünewald (Kreuz um 1863)                                                           | Kreuz aus rotem Sandstein. Kleiner Pultstein aus belgischem Granit mit weißer Marmortafel. Kreuz aus belgischem Granit. |
|      | adM 202       | Andreae                       | 1829 (Tafel), 1854 (Kreuze), 1912 (Pultstein)                                                             | A. Sprückmann (Kreuze), Hofmeister (Pultstein)                                         | Verblendmauerwerk auf Tuffstein, darauf eine Inschriftentafel aus grauem Marmor. Davor ein neogotisches Kreuz aus gelbem Sandstein, ein Kreuz aus weißem Marmor und ein Pultstein aus rotem Sandstein mit Inschriftentafel aus weißem Marmor. |
|      | adM           | 204 Bansa 1867, 1872 (Kreuze) | A. Sprückmann, J.G. Pichler (Kreuze)                                                                      | Inschriftentafel aus grauem Marmor, davor zwei neogotische Kreuze aus gelbem Sandstein | |
|      | adM 206       | Andreae-Goll                  | 1846 (Tafel) 1857, 1888 (Kreuze)                                                                          | Hofmeister (Kreuz von 1888)                                                            | Inschriftentafel aus grauem Marmor. Davor ein großes und ein kleines Kreuz aus weißem Marmor. |
|      | adM 207       | EckhardWolff                  | um 1827 (Tafel), 1852, 1867 (Kreuze)                                                                      | A. Grünewald (Kreuz von 1867)                                                          | Inschriftentafel aus grauem Marmor. Davor zwei Kreuze aus belgischem Granit. Ein Komplex mit D 18a. |
|      | adM 208       | Petsch-Goll                   | 1828 (Tafel), 1842, 1900 (Kreuze)                                                                         | J. Discher, Hofmeister (Kreuze)                                                        | Inschriftentafel aus grauem Marmor. Auf dem Grabfeld ein Sockel aus dunklem Granit mit Akanthusblättern an den Ecken. Darauf zwei Kreuze aus grauem Marmor. Ein weiteres Kreuz auf Postament aus Syenit. Ein Komplex mit D 17. |
|      | adM 209       | Seufferheld-Belli             | 1911 | S. Holländer                                                                           | Zwei Wappen aus grauem Marmor, ehemals in die Wandverblendung eingelassen. Ein Komplex mit D 6. |
|      | adM 210       | von Wiesenhütten              | 1845 | A. Sprückmann                                                                          | Das Grab von Ludwig Friedrich Wilhelm von Wiesenhütten (1786–1859) ist eine neogotische Wandstele aus rotem Sandstein. Inschriftentafel aus dunklem Syentit. Die Kreuzbekrönung des Dreiecksgiebels und die flankierenden Fialen sind abgebrochen. |
|      | adM 213       | Cornill                       | 1901 (Tafel), 1908 (Pfeiler)                                                                              | J.H. Grünewald (Tafel), Hofmeister (Pfeiler)                                           | Inschriftentafel aus weißem Marmor eingerahmt durch roten Sandstein mit flankierenden Pilaster und vorkragendem Gebälk. Davor Pfeiler aus Muschelkalk mit Kreuzbekrönung und rundbogigem Bronzerelief. Das Relief zeigt einen schwebenden Engel, der ein Mädchen erweckt. |
|      | adM 214-215   | de Neuville                   | 1879 (Ädikula) ab 1885 (Kreuze)                                                                           | J.Grünewald (Ädikula und ein Kreuz von 1900) Hofmeister (11 Kreuze)                    | Die Familienbegräbnisstätte, die auch die Gräber D 10-11 umfasst, besteht aus einer Ädikula aus belgischem Granit mit dem Familienwappen in Bronze. Auf der Grabfläche befinden sich zwölf gusseiserne Kreuze. Das Grab bildet einen Komplex mit D 10-12 |
|      | adM 216       | von Heyden                    | 1871, 1924                                                                                                | A. Dechateau, Hössbacher                                                               | Drei Kreuze aus weißem Marmor und drei kleiner Kreuze in gleicher Ausführung. Die Grabstelle gehört zu einem Komplex mit D 9. |
|      | adM 218       | Fuchs                         | 1828 | F. Brosst                                                                              | Inschriftentafel aus grauem Marmor, ursprünglich in Verblendmauerwerk integriert. |
|      | D adM 219     | Müller-Buch                   | 1833 | C. Leidner                                                                             | Wandstele aus rotem Sandstein mit aufgesetzten Akroteren vor Verblendmauerwerk aus rotem Sandstein. Die Grabstelle gehört zu einem Komplex mit D 6 und D 45. |
|      | adM 221-223   | Wagner                        | 1830, 1882, 1886                                                                                          | Hofmeister (Kreuz von 1886)                                                            | Inschriftentafel aus grauem Marmor auf Konsolen aus rotem Sandstein. Davor zwei Kreuze aus weißem Marmor auf Postamenten aus belgischem Granit. |
|      | adM 221-223   | Scherbius                     | 1830 (Tafel), 1853 (Kreuz), 1876 (Stele)                                                                  | J. Hösbacher (Stele)                                                                   | Inschriftentafel aus grauem Marmor auf Konsolen aus rotem Sandstein. Kinderkreuz aus weißem Marmor auf einem Postament ebenfalls aus weißem Marmor auf einem Untersockel aus rotem Sandstein. Kleine Stele aus rotem Sandstein mit Dreiecksgiebel und Inschriftentafel aus weißem Marmor. Die ursprüngliche Kreuzbekrönung ist abgebrochen.                                                 |
|      | adM 221-223   | Schulz                        | 1865 | M. Tröndle                                                                             | Kreuz aus weißem Marmor auf Postament aus belgischem Granit. Der Untersockel aus rotem Sandstein war ursprünglich mit Bruchsteinen umgeben. |